# Piezophidion punctatum
Piezophidion punctatum là một loài bọ cánh cứng trong họ Cerambycidae.